# Celorico da Beira
Celorico da Beira ist eine Vila (Kleinstadt) und ein Kreis (Concelho) in Portugal.

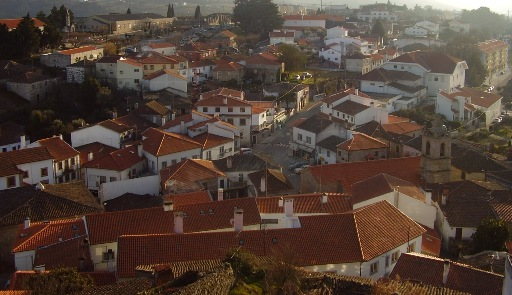
Blick von der Burg auf den Ort

## Geschichte

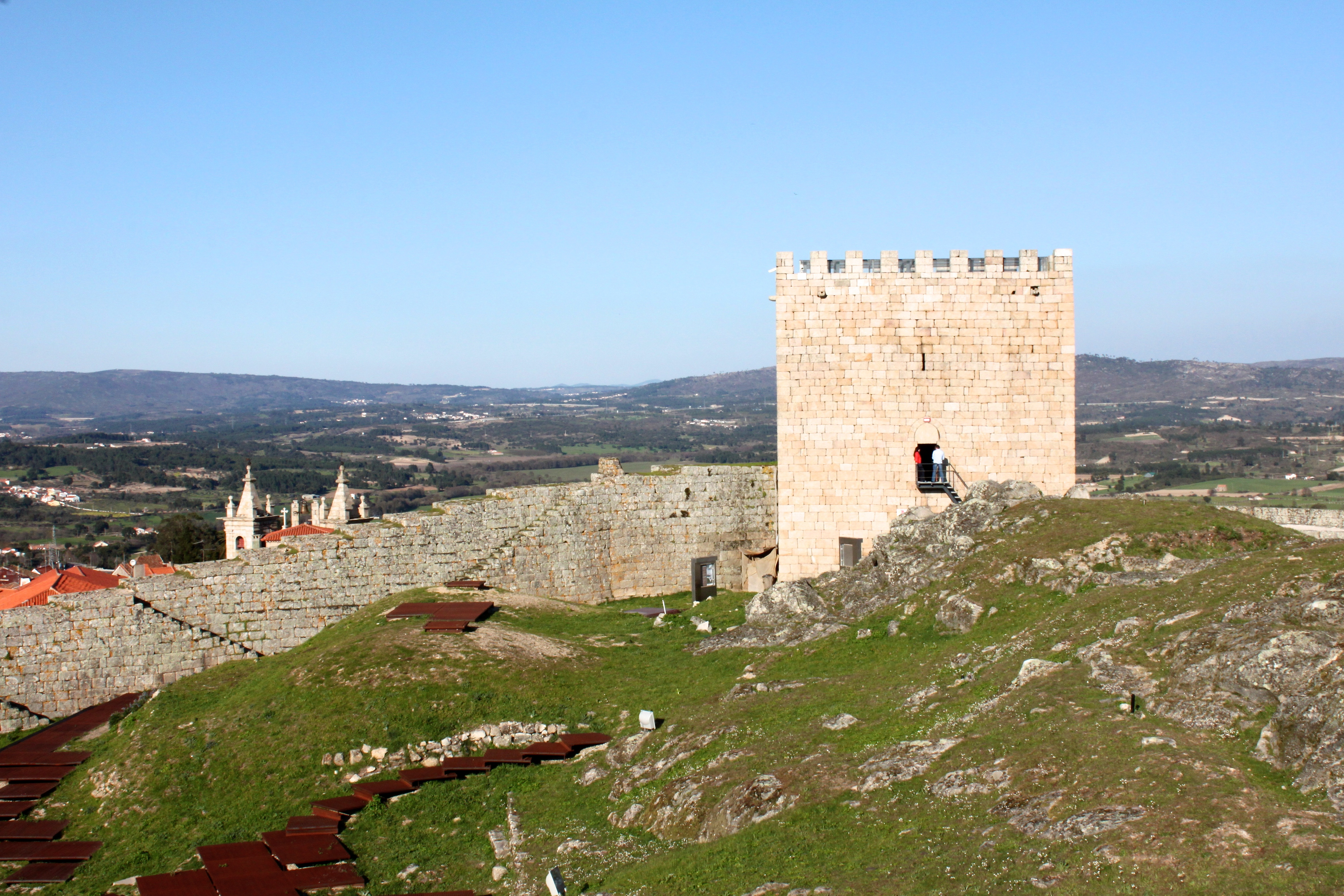
In der Burganlage

Keltiberische Turdulen siedelten im Gebiet, wobei die unterschiedlichen Theorien der Historiker dabei von Zeiträumen ausgehen, die zwischen 500 v. Chr. bis zurück zu 2000 v. Chr. gehen. Nach der Eroberung des Gebietes durch die Römer verliefen verschiedene Römerstraßen durch das heutige Celorico da Beira, von denen einige Teile an verschiedenen Orten im Kreis erhalten geblieben sind.
Im Zuge der Reconquista und der Unabhängigkeitsbemühungen Portugals gegenüber dem spanischen Nachbarn wurden verschiedene Festungen errichtet, wie Linhares, und die Besiedlung wurde vorangetrieben. Im weiteren Verlauf nahm die strategische Bedeutung des Gebietes wieder ab, mit Verlagerung der Reconquista nach Süden und der Konsolidierung des unabhängigen Königreichs Portugal nach dem Vertrag von Alcañices 1297. Erstmals erhielt Celorico da Beira Stadtrechte (Foral) nach seiner Rückeroberung von den Mauren im 12. Jahrhundert, jedoch ist kein genaues Datum überliefert. 1512 erneuerte König Manuel I. die Stadtrechte und erhob Celorico zur Vila, zur Kleinstadt mit besonderen Verwaltungsrechten.
Im Verlauf der Napoleonischen Kriege auf der Iberischen Halbinsel war Celorico mehrmals Schauplatz von Truppenbewegungen. So lagerten hier die französischen Einheiten unter Loison auf ihrem Rückzug von Lamego 1808. Im September 1810 standen die Truppen Massénas in Celorico, drei Monate bevor der spätere General Wellington das Gebiet erreichte. Im März stand Masséna ein letztes Mal in Celorico.

## Kultur, Sport und Sehenswürdigkeiten

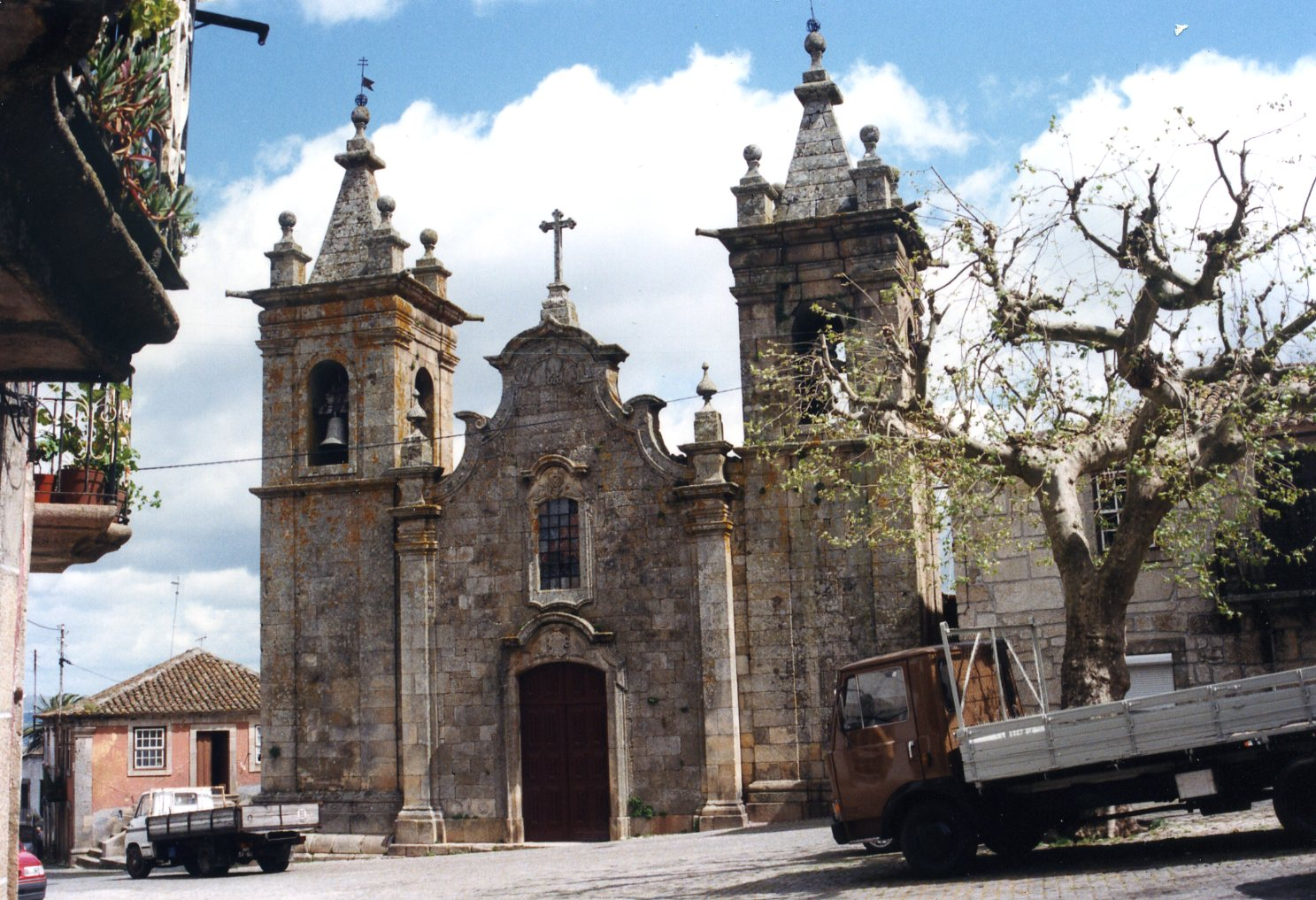
Die Kirche Igreja Matriz de Santa Maria

Im Gemeindegebiet liegt mit Linhares da Beira eines der zwölf historischen Dörfer, den Aldeias Históricas de Portugal. Neben den regionalen, längeren Wanderwegen hat die lokale Verwaltung im Kreis auch kürzere, thematisch angeordnete Rundwege angelegt, die PR 1 bis 3 (Pequenas Rotas, Portugiesisch für: Kleine Routen).
Das Käse- und Landwirtschaftsmuseum Museu do Agricultor e do Queijo steht Besuchern offen, ebenso die Burg Castelo de Celorico da Beira und eine Vielzahl weiterer Baudenkmäler des Kreises. In den Orten Celorico da Beira und Linhares stehen Touristeninformationen offen, die Postos de Turismo.

## Verwaltung

### Kreis Celorico da Beira
Celorico da Beira ist Sitz eines gleichnamigen Kreises (Concelho) im Distrikt Guarda. Am 19. April 2021 hatte der Kreis 6583 Einwohner auf einer Fläche von 247,2 km².
Die Nachbarkreise sind (im Uhrzeigersinn im Norden beginnend): Trancoso, Pinhel, Guarda, Gouveia sowie Fornos de Algodres.
Mit der Gebietsreform im September 2013 wurden mehrere Gemeinden zu neuen Gemeinden zusammengefasst, sodass sich die Zahl der Gemeinden von zuvor 22 auf 16 verringerte.
Die folgenden Gemeinden (Freguesias) liegen im Kreis Celorico da Beira:

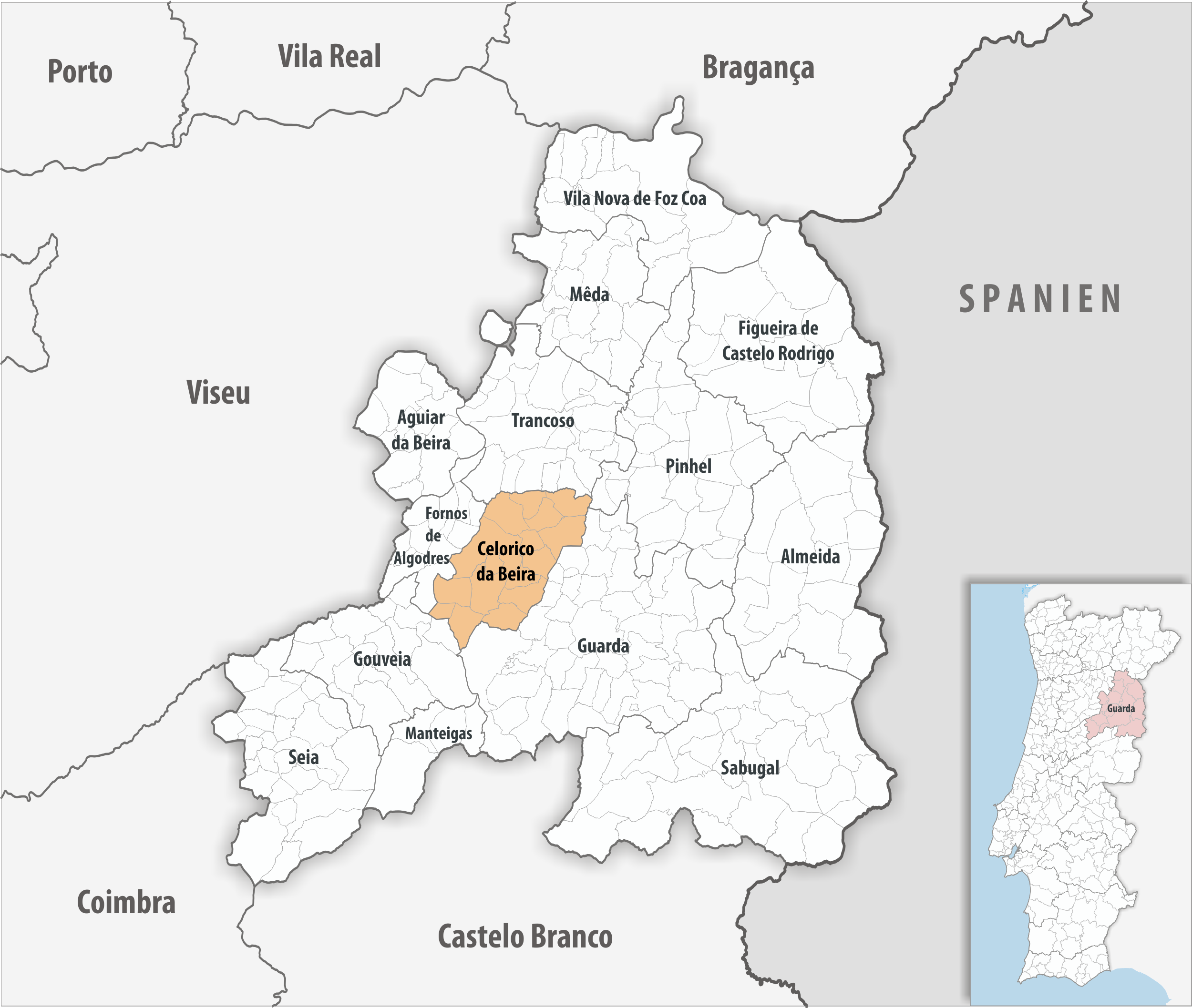
Kreis Celorico da Beira

| Gemeinde                                          | Einwohner (2021) | Fläche km² | Dichte Einw./km² | LAU- Code |
| ------------------------------------------------- | ---------------- | ---------- | ---------------- | --------- |
| Açores e Velosa                                   | 426              | 20,94      | 20               | 090323    |
| Baraçal                                           | 194              | 12,22      | 16               | 090302    |
| Celorico e Vila Boa do Mondego                    | 2.067            | 41,10      | 50               | 090324    |
| Carrapichana                                      | 180              | 5,60       | 32               | 090304    |
| Casas do Soeiro                                   | 468              | 6,00       | 78               | 090322    |
| Cortiçô da Serra, Vide Entre Vinhas e Salgueirais | 362              | 22,34      | 16               | 090325    |
| Forno Telheiro                                    | 597              | 20,76      | 29               | 090306    |
| Lajeosa do Mondego                                | 627              | 12,46      | 50               | 090307    |
| Linhares                                          | 213              | 15,71      | 14               | 090308    |
| Maçal do Chão                                     | 143              | 15,12      | 9                | 090309    |
| Mesquitela                                        | 203              | 17,01      | 12               | 090310    |
| Minhocal                                          | 142              | 10,75      | 13               | 090311    |
| Prados                                            | 146              | 14,23      | 10               | 090312    |
| Rapa e Cadafaz                                    | 242              | 16,17      | 15               | 090326    |
| Ratoeira                                          | 245              | 7,74       | 32               | 090314    |
| Vale de Azares                                    | 328              | 9,05       | 36               | 090318    |
| Kreis Celorico da Beira                           | 6.583            | 247,20     | 27               | 0903      |

### Bevölkerungsentwicklung
| Einwohnerzahl im Kreis Celorico da Beira (1801–2011) | Einwohnerzahl im Kreis Celorico da Beira (1801–2011) | Einwohnerzahl im Kreis Celorico da Beira (1801–2011) | Einwohnerzahl im Kreis Celorico da Beira (1801–2011) | Einwohnerzahl im Kreis Celorico da Beira (1801–2011) | Einwohnerzahl im Kreis Celorico da Beira (1801–2011) | Einwohnerzahl im Kreis Celorico da Beira (1801–2011) | Einwohnerzahl im Kreis Celorico da Beira (1801–2011) | Einwohnerzahl im Kreis Celorico da Beira (1801–2011) | Einwohnerzahl im Kreis Celorico da Beira (1801–2011) |
| ---------------------------------------------------- | ---------------------------------------------------- | ---------------------------------------------------- | ---------------------------------------------------- | ---------------------------------------------------- | ---------------------------------------------------- | ---------------------------------------------------- | ---------------------------------------------------- | ---------------------------------------------------- | ---------------------------------------------------- |
| 1801                                                 | 1849                                                 | 1900                                                 | 1930                                                 | 1960                                                 | 1981                                                 | 1991                                                 | 2001                                                 | 2011                                                 |                                                      |
| 7755                                                 | 8113                                                 | 15.820                                               | 14.880                                               | 14.930                                               | 10.269                                               | 8875                                                 | 8875                                                 | 7695                                                 |                                                      |

### Städtepartnerschaften
- Frankreich: Grignols im Département Gironde (seit 1995)

## Verkehr
Celorico da Beira liegt an der Eisenbahnstrecke Linha da Beira Alta und an der Autobahn A25. Der Ort ist eingebunden in das landesweite Überlandbus-Netz der Rede Expressos.

## Wirtschaft

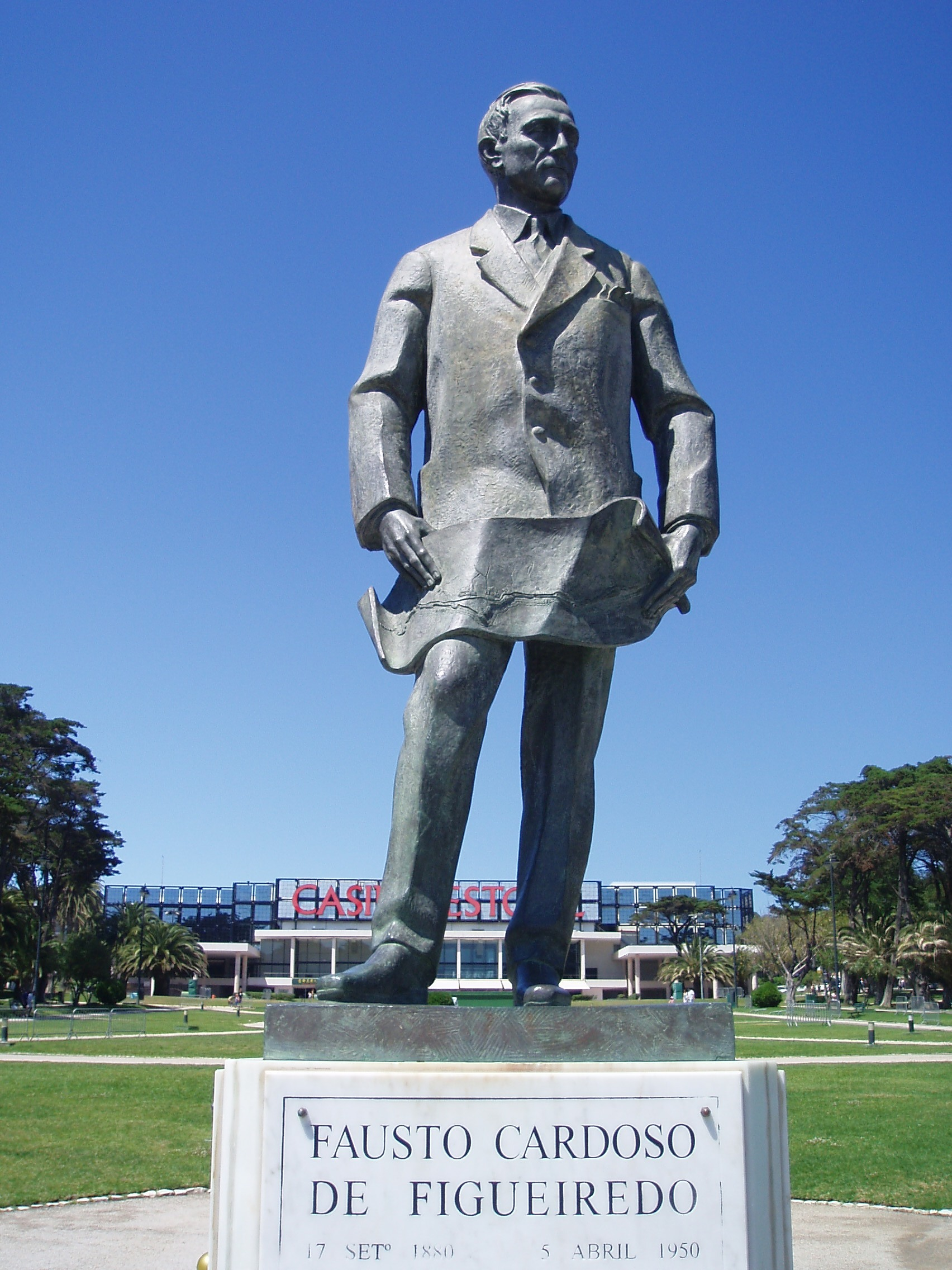
Statue des Fausto de Figueiredo vor dem Casino Estoril

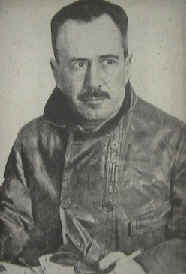
Sacadura Cabral

Der Ort ist für seine Käsespezialitäten landesweit bekannt und gilt als eine Hauptstadt des Queijo Serra da Estrela. Auch der Fremdenverkehr hat einige Bedeutung, insbesondere im Turismo rural und anderen Formen des Individualtourismus.
An Industrie ist besonders die Wollverarbeitung und die Textilindustrie zu nennen. Seit 1991 unterhält auch der deutsche Textilhersteller Mey in Celorico da Beira ein Werk. Zudem hat die Landwirtschaft weiterhin Bedeutung im Kreis.

## Söhne und Töchter der Stadt
- João Cabral (1599–1669), jesuitischer Missionar
- José César Ferreira Gil (1858–1922), Militär und Historiker, Gegner der deutschen Schutztruppe in Ostafrika während des Ersten Weltkriegs[7]
- José Alberto dos Reis (1875–1955), Jurist und Politiker, Mitautor des 1939 erneuerten Zivilrechts in Portugal[8]
- Fausto de Figueiredo (1880–1950), Unternehmer, gilt als Begründer insbesondere des mondänen Tourismus in Estoril[9]
- Sacadura Cabral (1881–1924), Marineoffizier und Flugpionier, Begleiter Gago Coutinhos 1921[10]
- António Almeida Costa (1903–1978), Mathematiker[11]
- António Rosa Coutinho (1926–2010), Politiker und Admiral, Offizier der Nelkenrevolution
- Alfredo Cunha (* 1953), Fotojournalist